# Lizardite
La lizardite è un minerale, un fillosilicato del gruppo del serpentino. Prende il nome dall'omonima penisola della Cornovaglia.